# Internationale Naturisten Föderation
Die Internationale Naturisten Föderation (INF-FNI) ist die Interessenvertretung von Mitgliedern und unorganisierten Naturisten auf Weltebene. 
Die INF betreut 32 Staaten mit nationalen Föderationen weltweit, sowie Korrespondenten in Ländern, in denen der Naturismus nicht entwickelt ist. Die INF arbeitet für die offizielle Anerkennung des „Menschenrechts auf funktionelle Nacktheit in natürlicher Umgebung und unter natürlichen Bedingungen“. Sie wirbt für die weltweite Anerkennung des Naturismus/Nudismus und fördert dessen Entwicklung. Sie arbeitet mit nationalen und internationalen Instanzen zusammen.
Mitglieder der INF-FNI sind die nationalen FKK-Föderationen, Einzelmitglieder, außerordentliche Mitglieder (FKK-Ferienzentren, Hotels und Saunabetriebe).

## Aktivitäten
Die INF koordiniert die Organisation eines alljährlichen Welt-Naturisten-Tages und hält alle zwei Jahre eine Generalversammlung ab. Ebenso veröffentlicht sie alle zwei Jahre einen internationalen FKK-Reiseführer, in dem viele FKK-Gelände und Strände der Welt verzeichnet sind.
Alljährlich finden in Europa Sportwettbewerbe und Jugendtreffen statt. Seit 2009 ist dafür die EuNat (Versammlung der Europäischen Naturismusverbände) als europäische Organisationseinheit der INF zuständig. Diese beinhaltet die selbstbestimmte Jugend in Europa, die zur Europäischen Naturistenjugend (ENY) zusammengeschlossen ist. Die ENY versteht sich als Interessenvertretung der europäischen Jugend und koordiniert die Zusammenarbeit der aktiven Jugendföderationen und die Jugendveranstaltungen. Derzeit finden jährlich zwei regelmäßige Jugendveranstaltungen statt. Das INF-Frühjahrstreffen über Christi Himmelfahrt und das INF-Sommerlager.
Die INF unterhält Archive für historische und Forschungszwecke, arbeitet mit den nationalen naturistischen Bibliotheken zusammen und ist Ansprechpartnerin für Fragen über den Naturismus.